# Akbank
Akbank — один з найбільших комерційних банків у Туреччині, заснований у 1948, головний офіс у Стамбулі.
Акціонерами банку є компанії афілійовані з сім'єю Sabanci і з Sabanci Holding. У 2007 американський Citigroup придбав 20 % акцій Akbank за 3,1 млрд дол. На сьогодні 44 % акцій Akbank обертається на ринку (free float), акції котируються на Стамбульській фондовій біржі.
Надає широкий спектр послуг роздрібним і корпоративним клієнтам. Akbank має одну з найбільш розгалужених у Туреччині мереж пунктів обслуговування, яка налічує 905 відділень.
Ринкова капіталізація Akbank на 2011 становила 27,4 млрд турецьких лір, кількість випущених акцій — 4 млрд.
Станом на 31 грудня 2011 активи Akbank становили (у турецьких лірах) 139,9 млрд, акціонерний капітал — 18,1 млрд, кредитний портфель — 74,4 млрд, депозити клієнтів — 80,8 млрд. Рентабельність капіталу становила у 2011 р. 14,3 %, коефіцієнт достатності капіталу першого рівня — 16,2 %.